# 대한민국의 모바일 간편결제 서비스 목록
다음은 한국의 모바일 간편결제 서비스 목록이다.
| 구분     | 서비스        | 회사                 | 채널            | 출시       | 비고          |
| -------- | ------------- | -------------------- | --------------- | ---------- | ------------- |
| 플랫폼사 | 토스페이      | 토스(비바리퍼블리카) | 온라인          |            |               |
| 유통사   | SSG Pay       | 신세계               | 온라인/오프라인 |            |               |
| 유통사   | L페이         | 롯데                 | 온라인/오프라인 |            |               |
| 유통사   | H월렛         | 현대백화점           | 온라인/오프라인 |            |               |
| 유통사   | 11페이        | SK플래닛             | 온라인/오프라인 | 2015년 4월 |               |
| 유통사   | 티몬페이      | 티켓몬스터           | 온라인          |            |               |
| 유통사   | 스마일페이    | 옥션/G마켓           | 온라인          |            |               |
| 유통사   | 로켓페이      | 쿠팡                 | 온라인          |            |               |
| 제조사   | 삼성페이      | 삼성전자             | 온라인/오프라인 | 2015년 9월 |               |
| 제조사   | 삼성페이 미니 | 삼성전자             | 온라인          |            |               |
| 제조사   | LG페이        | LG전자               | 온라인/오프라인 |            |               |
| 통신사   | T페이         | SK텔레콤             | 온라인/오프라인 |            |               |
| 통신사   | 클립카드      | KT                   | 오프라인        | 2017년 6월 | 카드형태 기기 |
| PG사     | PAYCO         | NHN페이코            | 온라인/오프라인 |            |               |
| PG사     | 케이페이      | KG이니시스           | 온라인/오프라인 |            |               |
| PG사     | 페이나우      | LG유플러스           | 온라인/오프라인 |            |               |
| PG사     | 페이나우터치  | LG유플러스           | 오프라인        |            |               |
| PG사     | 페이앱        | 유디아이디           | 온라인/오프라인 | 2012년 2월 |               |
| 플랫폼사 | 카카오페이    | 카카오               | 온라인          | 2014년 9월 |               |
| 플랫폼사 | 라인페이      | 라인                 | 온라인          |            |               |
| 플랫폼사 | 네이버 페이   | 네이버               | 온라인          | 2015년 6월 |               |
| 금융권   | 국민앱카드    | 국민카드             | 온라인/오프라인 |            |               |
| 금융권   | 농협앱카드    | 농협은행             | 온라인/오프라인 |            |               |
| 금융권   | 롯데앱카드    | 롯데카드             | 온라인/오프라인 |            |               |
| 금융권   | 삼성앱카드    | 삼성카드             | 온라인/오프라인 |            |               |
| 금융권   | 신한앱카드    | 신한카드             | 온라인/오프라인 |            |               |
| 금융권   | 하나앱카드    | 하나카드             | 온라인/오프라인 |            |               |
| 금융권   | 현대앱카드    | 현대카드             | 온라인/오프라인 |            |               |